# Ghana na Letnich Igrzyskach Olimpijskich 2012
Ghanę na Letnich Igrzyskach Olimpijskich 2012, które odbyły się w Londynie, reprezentowało 8 zawodników.
Był to trzynasty (w tym raz jako Złote Wybrzeże) start reprezentacji Ghany na letnich igrzyskach olimpijskich.

## Reprezentanci

### Boks
Mężczyźni
| Zawodnik        | Konkurencja            | 1/16                            | 1/8                     | Ćwierćfinał      | Półfinał         | Finał            | Finał   |
| Zawodnik        | Konkurencja            | Przeciwnik Wynik                | Przeciwnik Wynik        | Przeciwnik Wynik | Przeciwnik Wynik | Przeciwnik Wynik | Pozycja |
| --------------- | ---------------------- | ------------------------------- | ----------------------- | ---------------- | ---------------- | ---------------- | ------- |
| Tetteh Sulemanu | Waga papierowa (49 kg) | Jantony Ortiz Marcano W 18 - 14 | NQ                      | NQ               | NQ               | NQ               | 17-26.  |
| Duke Micah      | Waga musza (52 kg)     | Jason Lavigilante W 18 - 14     | Michael Conlan P 8 - 19 | NQ               | NQ               | NQ               | 9-16.   |
| Isaac Dogboe    | Waga musza (56 kg)     | Satoshi Shimizu P 9 - 10        | NQ                      | NQ               | NQ               | NQ               | 17-28.  |

### Judo
Mężczyźni
| Zawodnik        | Konkurencja | 1/32             | 1/16                    | 1/8              | Ćwierćfinał      | Półfinał         | Repasaż 1        | Repasaż 2        | Finał            | Finał   |
| Zawodnik        | Konkurencja | Przeciwnik Wynik | Przeciwnik Wynik        | Przeciwnik Wynik | Przeciwnik Wynik | Przeciwnik Wynik | Przeciwnik Wynik | Przeciwnik Wynik | Przeciwnik Wynik | Pozycja |
| --------------- | ----------- | ---------------- | ----------------------- | ---------------- | ---------------- | ---------------- | ---------------- | ---------------- | ---------------- | ------- |
| Emmanuel Nartey | -73 kg      | BYE              | Dex Elmont P 0003 – 111 | NQ               | NQ               | NQ               | NQ               | NQ               | NQ               | 17-32.  |

### Lekkoatletyka
Mężczyźni
| Zawodnik         | Konkurencja | Eliminacje | Eliminacje | Finał | Finał   |
| Zawodnik         | Konkurencja | Wynik      | Miejsce    | Wynik | Miejsce |
| ---------------- | ----------- | ---------- | ---------- | ----- | ------- |
| Ignisious Gaisah | Skok w dal  | 7.79 m     | 18.        | NQ    | NQ      |

Kobiety
| Zawodniczka | Konkurencja   | Eliminacje | Eliminacje | Półfinał | Półfinał | Finał | Finał   |
| Zawodniczka | Konkurencja   | Wynik      | Miejsce    | Wynik    | Miejsce  | Wynik | Miejsce |
| ----------- | ------------- | ---------- | ---------- | -------- | -------- | ----- | ------- |
| Vida Anim   | Bieg na 200 m | 23.71      | 43.        | NQ       | NQ       | NQ    | NQ      |

| Konkurencja | Zawodniczka      | 100 m ppł | 100 m ppł | Skok wzwyż | Skok wzwyż | Pchnięcie kulą | Pchnięcie kulą | 200 m | 200 m | Skok w dal | Skok w dal | Rzut oszczepem | Rzut oszczepem | 800 m | 800 m | Finał | Finał |
| Konkurencja | Zawodniczka      | Rez.      | Pkt.      | Rez.       | Pkt.       | Rez.           | Pkt.           | Rez.  | Pkt.  | Rez.       | Pkt.       | Rez.           | Pkt.           | Rez.  | Pkt.  | Poz.  | Pkt.  |
| ----------- | ---------------- | --------- | --------- | ---------- | ---------- | -------------- | -------------- | ----- | ----- | ---------- | ---------- | -------------- | -------------- | ----- | ----- | ----- | ----- |
| Siedmiobój  | Margaret Simpson | DNS       | DNS       | DNS        | DNS        | DNS            | DNS            | DNS   | DNS   | DNS        | DNS        | DNS            | DNS            | DNS   | DNS   | DNS   | DNS   |

### Podnoszenie ciężarów
Kobiety
| Zawodniczka             | Konkurencja | Rwanie | Rwanie  | Podrzut | Podrzut | Razem  | Pozycja |
| Zawodniczka             | Konkurencja | Wynik  | Pozycja | Wynik   | Pozycja | Razem  | Pozycja |
| ----------------------- | ----------- | ------ | ------- | ------- | ------- | ------ | ------- |
| Alberta Boatema Ampomah | ponad 75 kg | 73 kg  | 14.     | 101 kg  | 12.     | 174 kg | 13.     |